# ستيف مارتن كارو
ستيف مارتن كارو (بالإنجليزية: Steve Martin Caro)‏ هو مغني أمريكي، ولد في 12 أكتوبر 1948.

## وصلات خارجية
- ستيف مارتن كارو على موقع ميوزك برينز (الإنجليزية)
- ستيف مارتن كارو على موقع ديسكوغز (الإنجليزية)